# Madame X
Madame X е четиринадесетият студиен албум на американската певица Мадона. Издаден е на 14 юни 2019 г. от „Интерскоуп Рекърдс“; това е последният албум на Мадона с лейбъла. Записът е творчески повлиян от живота на Мадона в Лисабон, Португалия, където Мадона се мести да живее в средата на 2017 г., за да запише сина си Дейвид Банда във футболната академия на „Бенфика“. Мадона е копродуцент на албума и съавтор на песните в него с редица музиканти, включително Мирвейз, Майк Дийн, Дипло, Пикард Брадърс и Джейсън Евиган. Записът на Madame X продължава 18 месеца и включва дуети с артисти като Малума, Куаво, Суей Лий и Анита.
Madame X е албум, който представлява музикално и лирично отклонение от предишните издания на Мадона, като черпи вдъхновение от латино музиката, трап, арт поп и световна музика. Албумът разглежда политически теми, включително сексизъм, контрол върху оръжията, свобода на словото, расизъм и гей права, подобно на деветия студиен албум на Мадона – American Life (2003). Излизат четири сингъла от албума: Medellín, Crave, I Rise и I Don't Search I Find. Песните Dark Ballet и Future са издадени като промоционални сингли. За да популяризира още повече Madame X, Мадона участва в телевизионни предавания като музикалните награди Billboard през 2019, на които изпълнението ѝ включва добавена реалност. Тя прави и турне в Северна Америка и Европа от септември 2019 г. до март 2020 г.; турнето е заснето в документалния филм Madame X (2021).